# Luigi Canina

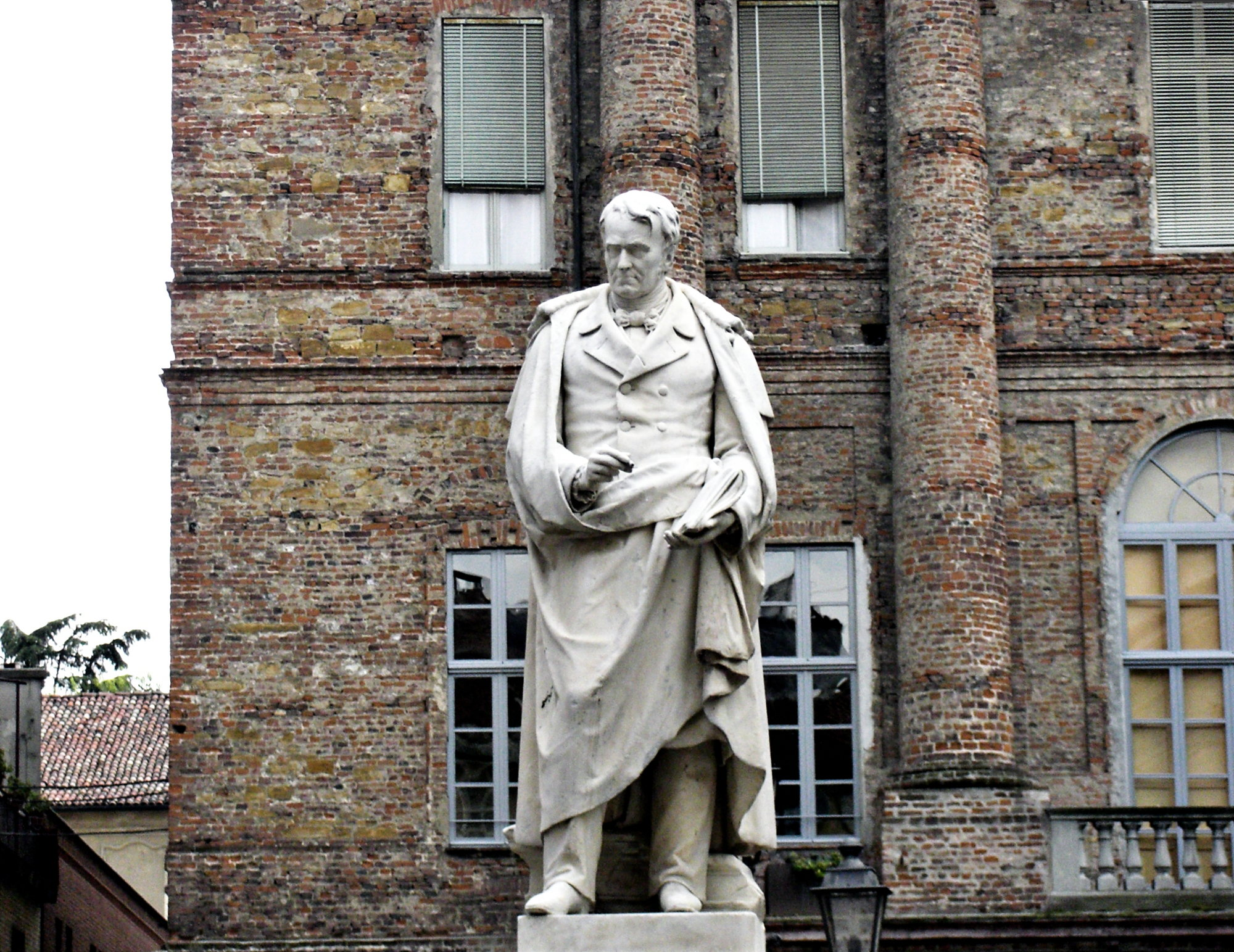
La statua di Luigi Canina a Casale Monferrato

Luigi Canina (Casale Monferrato, 23 ottobre 1795 – Firenze, 17 ottobre 1856) è stato un archeologo e architetto italiano.

## Biografia
Dopo aver completato gli studi a Torino presso la scuola di Ferdinando Bonsignore, nel 1818 si trasferì a Roma per studiare meglio le architetture classiche.
In qualità di archeologo, si occupò degli scavi di Tusculum nel 1839-40 per incarico della regina Maria Cristina di Savoia e di quelli della via Appia antica nel 1848, come Commissario alle antichità di Roma; a lui si deve anche la sistemazione dei resti scavati ai lati della via come passeggiata archeologica, e l'inserimento dei frammenti di decorazioni e sculture in nuove quinte in muratura, che riproponevano la facciata degli antichi sepolcri. Inoltre, diede impulso alle prime attività di scavo del Foro Romano.
Nel 1818 venne incaricato dal principe Camillo Borghese per la trasformazione e l'ampliamento della Villa Borghese.
Come architetto gli si deve: il monumentale ingresso di Villa Borghese a Roma da piazzale Flaminio (1827); la risistemazione della Casina Vagnuzzi fuori da Porta del Popolo, a Roma; un progetto non realizzato per la ricostruzione del Santuario di Oropa, del 1842, ed il castello ducale di Northumberland in Inghilterra. Diede inoltre, da Roma,  un importante contributo alla realizzazione della chiesa della Gran Madre di Dio a Torino, opera di Ferdinando Bonsignore, e soprattutto all'esecuzione dell'apparato scultoreo.
Come studioso di architettura antica risultò uno dei primi a compilare un'opera significativa in materia, intitolata L'architettura antica descritta, nella quale utilizzò un metodo storico di analisi.
Nel 1849 venne insignito della Royal gold medal for the promotion of architecture, prestigiosa onorificenza conferita dal Royal Institute of British Architects (RIBA).
La casa natale è sita in Casale Monferrato, nella via a lui intitolata, al numero civico 15; sul portale d'ingresso è posta una lapide in marmo con epitaffio.
È sepolto nella chiesa di Santa Croce a Firenze.

Il monumento funebre è opera dello scultore Niccolò Matas. Il grande monumento nella città natia di Casale Monferrato è opera dello scultore Benedetto Cacciatori.

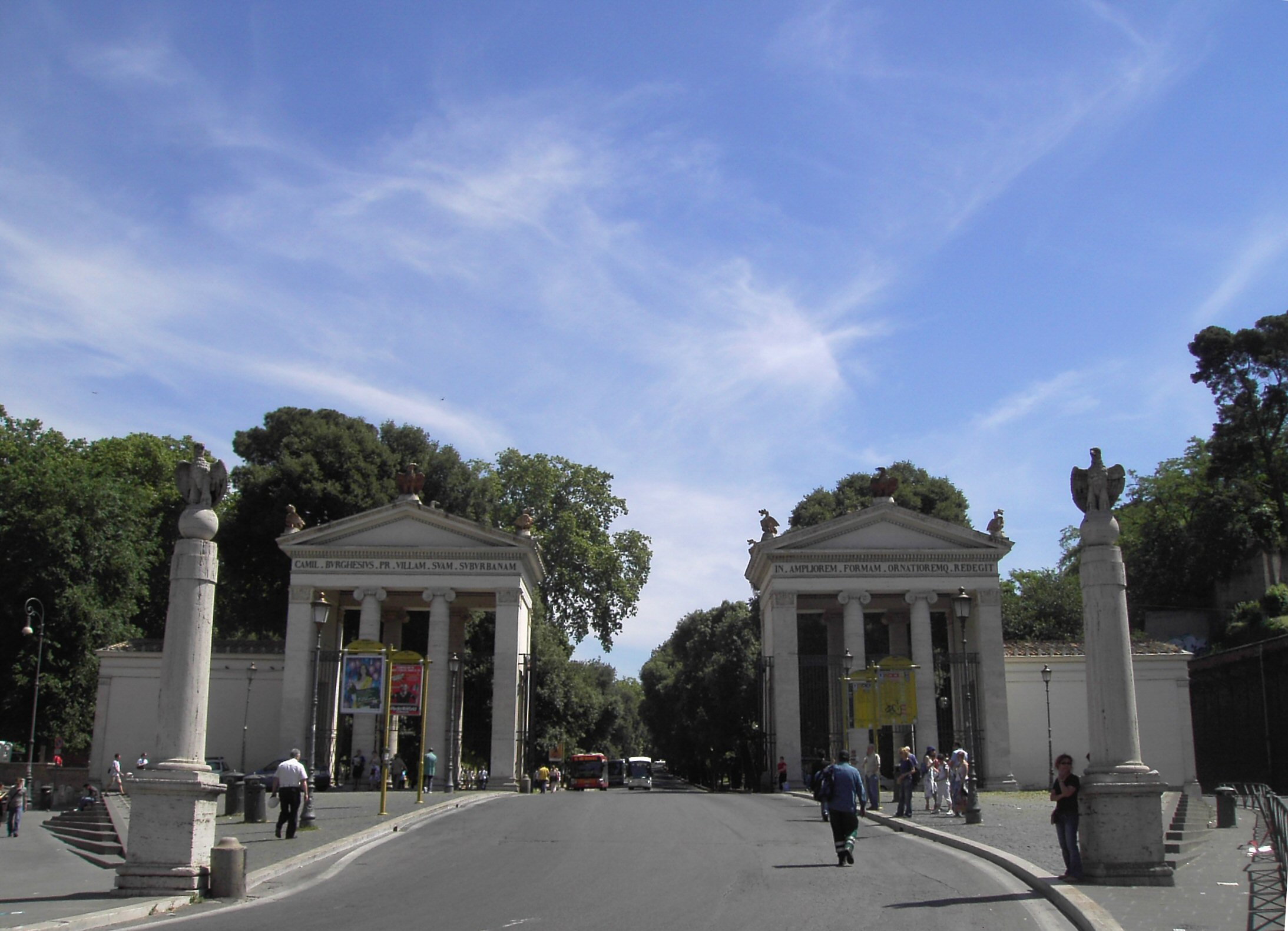
L'ingresso a Villa Borghese da Piazzale Flaminio

## Opere
- Indicazione delle rovine di Ostia (1830)
- Indicazione topografica di Roma antica (1831)
- Pianta della parte media di Roma (1840)
- Descrizione dell'antico Tuscolo (1841)
- Gli edifici di Roma antica e sua campagna (1848-56)

Notevole la sua attività di disegnatore, sia per l'illustrazione dei resti antichi, sia per le ricostruzioni grafiche degli edifici. Raccolte di disegni furono pubblicate a più riprese (L'architettura antica descritta e dimostrata coi monumenti (1834-44), in 9 volumi, Gli edifizi di Roma antica (1851) in 4 volumi). 
Pubblicò inoltre vari articoli (Atti della Pontificia Accademia Romana di Archeologia, annate 1835, 1839, 1851, 1863, l'ultima con un articolo postumo) e opuscoli su questioni particolari.
Dei documenti riguardanti l'attività di Luigi Canina, contenuti nell'archivio familiare, sono conservati nell'Archivio storico del Comune di Casale Monferrato. Altri sono anche all'archivio Luigi Canina presso l'Archivio di Stato di Torino.